# Evighetens Dårar
Evighetens Dårar är death metal-bandet Torture Divisions andra samlingsalbum och släpptes i september 2010.
Samlingsalbumet består av gruppens tre demoinspelningar som utgör en andra trilogi i bandets utgivning. Spår ett till tre är från Evighetens dårar I, spår fyra till sex från Evighetens dårar II och spår sju till tio från Evighetens dårar III. Albumet släpptes på CD av Abyss Records, som dock inte har exklusiva rättigheter till musiken.

## Låtförteckning
1. "Traumatic Inhuman Severance"
2. "Heretics! Now!"
3. "Eld och Plågor"
4. "Total Death Punishment"
5. "Overtorture (Bound to be Dead)"
6. "Righteous Fore Ensemble"
7. "The Axe Murderer"
8. "Under Fire Command"
9. "Ravishing Rampage Sluts"
10. "Evighetens Dårar"

## Banduppsättning
- Jörgen Sandström - sång, bas
- Lord K Philipson - gitarr
- Tobben Gustafsson - trummor